# Vojtěch Varadín
Vojtěch Varadín (Nagyszombat, 1948. szeptember 27. – 2018. augusztus 25.) csehszlovák válogatott szlovák labdarúgó, hátvéd.

## Pályafutása

### Klubcsapatban
1967 és 1975 között a Spartak Trnava játékosa volt, ahol öt csehszlovák bajnoki címet és két kupa-győzelmet ért el a csapattal. 1975 és 1978 között a ČH Bratislava, 1978 és 1981 között a Slovan Bratislava együttesében szerepelt.

### A válogatottban
1974-ben öt alkalommal szerepelt a csehszlovák válogatottban.

## Sikerei, díjai
Spartak Trnava
- Csehszlovák bajnokság
  - bajnok (5): 1967–68, 1968–69, 1970–71, 1971–72, 1972–73
  - 2.: 1969–70
- Csehszlovák kupa
  - győztes: 1971, 1975